# کالداس (میناس گرایس)
کالداس (به پرتغالی: Caldas) یک منطقهٔ مسکونی در برزیل است که در میناز ژرایس واقع شده‌است. کالداس ۱۴٬۵۴۱ نفر جمعیت دارد.